# Blithfield
Blithfield è una parrocchia civile del distretto dell'East Staffordshire, nello Staffordshire, in Inghilterra. Comprende gli insediamenti di Admaston, Newton e Blithfield Hall, dimora del Barone Bagot dal 1360. Si trova a circa 12 km a sud-ovest di Uttoxeter e 8 km a nord di Rugeley. Blithfield e Admaston si estendono per 572 ettari, mentre Newton ne copre 706. Le stazioni ferroviarie più vicine sono Rugeley Trent Valley e Rugeley Town.

## Storia
Una parrocchia come Blithfield si costituisce normalmente intorno ad un piccolo insediamento; Blithfield era appunto incentrata intorno alla chiesa parrocchiale. Al termine degli anni 1800, la Chiesa e lo Stato si divisero e quest'area è oggi rappresentata come "autorità locale dal Consiglio Parrocchiale di Blithfield e dalla Chiesa d'Inghilterra tramite il consiglio della chiesa parrocchiale". La popolazione di Blithfield decrebbe da 439 persone nel 1801 a 262 nel 1961. Secondo il censimento del 2001, la popolazione ammontava a 225 persone, corrispondenti a 96 famiglie; il numero delle abitazioni è rimasto sostanzialmente stabile dal 1830, fluttuando da 81 abitazioni nel 1830 a 65 nel 1920, e incrementando costantemente fino al 2001. 173 dei 225 abitanti del 2001 erano tra i 16 ed i 74 anni. Il bacino di Blithfield occupa gran parte del territorio della parrocchia, e nell'area si trovano esemplati della capra di Bagot.

### Etimologia
La prima parte del nome "Blithfield" è semplicemente la dicitura alternativa della parola "Blythe", che ha origine dall'inglese antico "blitha" che significa "gentile". La seconda parte ha origine dalla parola inglese antica "feld", che significava "terra aperta o accessibile"; tuttavia, nell'epoca in cui Blithfield ebbe il suo nome, tale parola corrispondeva semplicemente al moderno concetto di "campo".

### Domesday book
Il Domesday Book commissionato da Guglielmo il Conquistatore è una indagine sulle terre, completata nel 1086 con lo scopo di valutare l'estensione delle terre e delle risorse dell'Inghilterra, e l'ammontare delle tasse che potevano essere riscosse al tempo.
| Contea                         | Staffordshire                                             |
| Popolazione totale             | 13 famiglie                                               |
| Tasse totali                   | 1 gettone (molto ridotta)                                 |
| Valore tassabile               | 1 gettone                                                 |
| Valore per il Signore nel 1086 | £ 1                                                       |
| Persone                        | 7 famiglie, 1 piccolo proprietario, 4 schiavi, 1 parroco. |
| Signore nel 1066               | Edmund                                                    |
| Signore nel 1086               | Roger di Lacy                                             |

## Chiesa
La Chiesa di San Leonardo risale al XIII secolo, è distanziata dal villaggio attuale di Admaston e sorge appena ad ovest di Blithfield Hall; venne costruita tra il XIII ed il XIX secolo; la base della torre occidentale e le finestre vennero costruite nel XIV secolo, e il cleristorio sopra la navata venne aggiunto nel XV secolo. La parte alta della torre, con vetrate istoriate nella parte ovest, risale al 1525, mentre il resto della chiesa è del XIX secolo. I resti di una croce del XIII o XIV secolo sono ancora visibili nel cortile. La chiesa contiene tombe della famiglia Bagot e anche un elmo originale, antiche finestre istoriate e un pavimento con piastrelle di Minton. I registri parrocchiali hanno origine dal 1538 ed il cimitero contiene una tomba di guerra di un ufficiale dei Royal Flying Corps risalente alla prima guerra mondiale.

## La Blithfield medievale

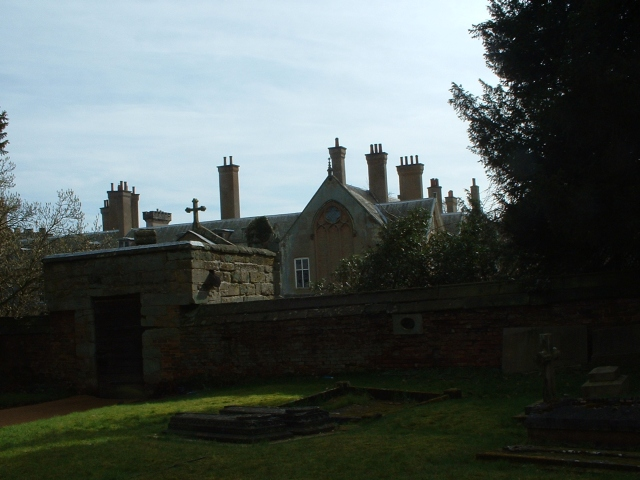
Blithfield Hall, risalente al periodo 1740-1822

L'insediamento "tardo sassone" di Blithfield, che appare nel Domesday Book non durò molto, e l'ultima traccia documentale del villaggio risale al 1334. Il sito del villaggio originale è oggi definito come "villaggio medievale deserto", con tracce difficilmente visibili. Tuttavia gli esperti ritengono che il sito fosse posizionato nel terreno della Blithfield Hall, il cui edificio originale fu costruito con fossato negli anni 1390 da Sir John Bagot. Si pensa, tuttavia, che il signore di Blithfield non gradisse il lavoro svolto, pertanto nel 1398 il carpentiere Robert Stanlowe fu citato in giudizio. L'attuale edificio risale al XVI secolo, con aggiunte effettuate intorno al 1740 e nel tardo XVIII secolo, ed è un edificio di grado I.